# پزشکی حفاظتی

سال‌های از دست رفته عمر ناشی از مالاریا (تعدیل‌شده با ناتوانی) به ازای هر ۱۰۰۰۰۰ نفر ساکنان در سال ۲۰۰۲

پزشکی حفاظت از محیط زیست، یک حوزه میان‌رشته‌ای نوظهور است که به بررسی رابطه بین تندرستی انسان و حیوانات غیرانسانی و شرایط محیطی می‌پردازد. به‌طور خاص، پزشکی حفاظت، مطالعه چگونگی ارتباط سلامت انسان‌ها، حیوانات و محیط زیست و تأثیرپذیری آنها از مسائل حفاظتی است. همچنین به عنوان سلامت سیاره‌ای، پزشکی محیطی، زمین‌شناسی پزشکی یا پزشکی بوم‌شناختی شناخته می‌شود.
علل زیست‌محیطی مشکلات سلامتی پیچیده، جهانی و به خوبی شناخته نشده‌اند. متخصصان طب حفاظت، تیم‌های چندرشته‌ای را برای مقابله با این مسائل تشکیل می‌دهند. تیم‌ها ممکن است شامل پزشکان و دامپزشکانی باشند که در کنار محققان و پزشکان از رشته‌های مختلف، از جمله میکروبیولوژیست‌ها، آسیب‌شناسان، تحلیلگران چشم‌انداز، زیست‌شناسان دریایی، سم‌شناسان، اپیدمیولوژیست‌ها، زیست‌شناسان آب و هوا، انسان‌شناسان، اقتصاددانان و دانشمندان علوم سیاسی، کار می‌کنند.

## شیوع
رودولف ویرشو، پزشکی در دهه ۱۸۰۰، زمانی گفته بود: «بین پزشکی حیوانات و انسان، هیچ خط جدایی وجود ندارد و نباید وجود داشته باشد». از آن زمان تاکنون، تلاقی سلامت حیوانات، انسان‌ها و محیط زیست آنها، موضوع بحث بوده است. اصطلاح پزشکی حفاظت از محیط زیست برای اولین بار در دهه ۱۹۹۰ با شناخت تأثیر جمعیت انسانی، تخریب محیط زیست، شکار غیرقانونی و از بین رفتن تنوع زیستی بر سلامت جمعیت‌های حیات وحش در آفریقا توصیف شد. افزایش علاقه به پزشکی حفاظتی از آن زمان تاکنون، نشان‌دهندهٔ پیشرفت قابل توجهی در پزشکی و محیط زیست‌گرایی است.
در حالی که کشف اولیه پزشکی حفاظتی بر سلامت جمعیت‌های حیات وحش متمرکز بود، با افزایش آگاهی انسان‌ها از بیماری‌های مشترک بین انسان و دام، آشکار شد که سلامت انسان نیز تحت تأثیر حیوانات و محیط زیست قرار می‌گیرد. بیماری‌هایی که بین حیوانات و انسان‌ها شیوع پیدا می‌کنند، مانند گونه‌های خاصی از آنفولانزا، سالمونلوز، ویروس نیل غربی، طاعون، ویروس‌های کرونا (نشانگان تنفسی حاد و نشانگان تنفسی خاورمیانه)، هاری، تب مالت، مالاریا، اچ‌آی‌وی، آنفولانزای مرغی، بیماری لایم، ویروس نیپا و سایر بیماری‌های عفونی نوظهور، از معدود بیماری‌های انسانی هستند که به محیط زیست یا سلامت حیوانات مرتبط شناخته شده‌اند. از سال ۲۰۲۳، تا ۷۰ درصد از بیماری‌های عفونی نوظهور (EID) از حیوانات سرچشمه می‌گیرند، که مفهوم پزشکی حفاظتی را در صدر ایده‌های فعلی در مراقبت‌های بهداشتی قرار داده است.
اگرچه فرایند عملی پزشکی حفاظتی در موارد فردی پیچیده است، اما مفهوم اساسی آن کاملاً شهودی است، یعنی اینکه سلامت انسان، سلامت حیات وحش و سلامت اکوسیستم همگی به هم مرتبط هستند. تهدید بیماری‌های مشترک بین انسان و دام که از حیوانات به انسان منتقل می‌شوند، بسیار مهم است. برای مثال، سوزاندن مناطق وسیعی از جنگل‌ها برای ایجاد زمین‌های کشاورزی ممکن است گونه‌های وحشی جانوری را از بین ببرد و سپس این گونه‌ها حیوانات اهلی را آلوده کنند. سپس حیوان اهلی وارد زنجیره غذایی انسان شده و افراد را آلوده می‌کند و یک تهدید جدید برای سلامتی پدیدار می‌شود. رویکردهای مرسوم به محیط زیست، سلامت حیوانات و انسان به ندرت این ارتباطات را بررسی می‌کنند. در پزشکی حفاظتی، چنین روابطی اساسی هستند. متخصصان بسیاری از رشته‌های مرتبط، لزوماً از نزدیک با هم همکاری می‌کنند.

## تاریخ و سلامت واحد
از زمان ظهور ایده پزشکی حفاظتی، بسیاری از پزشکان و دامپزشکان، ابتکاری با عنوان «سلامت واحد» را اتخاذ کرده‌اند. سلامت واحد از ایده اولیه پزشکی واحد که توسط جوامع دامپزشکی در اوایل دهه ۱۹۰۰ توسعه داده شد، تکامل یافت. در ابتدا، طرح «یک سلامت» صرفاً به ترویج ارتباط متقابل سلامت حیوانات و سلامت انسان می‌پرداخت و نقش سلامت اکوسیستم را در سلامت و رفاه حیوانات و انسان‌ها تشخیص نمی‌داد. با این حال، اکنون یک رویکرد شناخته شده و ارزشمند برای بهینه‌سازی سلامت مردم، حیوانات و محیط زیست است و توسط بسیاری از سازمان‌ها و نهادهای حاکم برای هدایت کار خود در حفاظت از سلامت جهانی اتخاذ شده است. مراکز کنترل و پیشگیری از بیماری‌های ایالات متحده (CDC) و مؤسسات ملی بهداشت ایالات متحده (NIH) از رویکرد سلامت واحد برای درک بهتر و کاهش تهدیدات برای سلامت انسان استفاده می‌کنند. سازمان جهانی بهداشت حیوانات (WOAH) از رویکرد سلامت واحد برای بهبود سلامت حیوانات در سراسر جهان از طریق حمایت و گسترش اطلاعات دامپزشکی استفاده می‌کند. آژانس حفاظت از محیط زیست ایالات متحده (EPA) با تأکید بر استفاده از طرح «یک سلامت» برای حفاظت از محیط زیست، بیان می‌کند: «وقتی از یکی محافظت می‌کنیم، از همه محافظت کرده‌ایم».
مفهوم پزشکی حفاظتی از رویکرد سلامت واحد بهره می‌برد و به‌طور خاص برای کاهش بیماری‌ها و خطرات سلامتی که انسان‌ها و حیوانات به دلیل تخریب محیط طبیعی تجربه می‌کنند، تلاش می‌کند.

## تأثیر اجتماعی
با نگاهی توأمان به محیط زیست و سلامت، پزشکی حفاظتی این پتانسیل را دارد که با تبدیل مسائل دور و نامشخص به مسائل محلی و فوری، تغییر سریعی در افکار عمومی در مورد مسائل پیچیده اجتماعی ایجاد کند. برای مثال، گرمایش جهانی ممکن است به‌طور مبهم اثرات بلندمدت را تعریف کند، اما یک اثر فوری می‌تواند افزایش نسبتاً جزئی دمای هوا باشد. این به نوبه خود سقف پرواز پشه‌های حساس به دما را افزایش می‌دهد و به آنها اجازه می‌دهد تا از پرندگان مهاجر که در ارتفاع بالاتری پرواز می‌کنند، تغذیه کنند که به نوبه خود ممکن است بیماری را از یک کشور یا قاره به کشور یا قاره دیگر منتقل کنند.
به همین ترتیب، موضوع گسترده گسترش حومه شهر وقتی از نظر عدم تعادل فوری که برای اکوسیستم‌های روستایی به ارمغان می‌آورد، بیشتر مرتبط می‌شود، که تراکم جمعیت را افزایش می‌دهد و انسان‌ها را مجبور به تماس نزدیک‌تر با حیوانات (مانند جوندگان) می‌کند و خطر بیماری‌های جدید بین گونه‌ای را افزایش می‌دهد. وقتی این دیدگاه کل‌نگر به موارد واقعی (مانند سارس یا اچ‌آی‌وی/ایدز) گره می‌خورد، نسبت به توضیحات انتزاعی‌تر، با قدرت بیشتری در میان عموم مردم طنین‌انداز می‌شود.

## برای مطالعهٔ بیشتر
- Motavalli, Jim (November 2004). "Connecting the Dots - The Emerging Science of Conservation Medicine Links Human and Animal Health with the Environment". Emagazine.com. Archived from the original on 2005-02-08.
- Motavalli, Jim. "Too Darn Hot Global Warming Accelerates the Spread of Disease", E—The Environmental Magazine, November/December 2004.
- Moss, Doug. "E WORD: Conservation Health", E—The Environmental Magazine, November/December 2004.
- Pokras MA, Kneeland MK (2009) Lead uptake and effects across species lines: a conservation medicine approach. In Ingestion of lead from spent ammunition: implications for wildlife and humans (eds RT Watson, M Fuller, M Pokras, WG Hunt), pp. 7–22. Boise, ID: The Peregrine Fund.